# Bernhild Thormaehlen
Bernhild Thormaehlen (* 5. April 1944 auf dem Rimberg; † 3. April 2011 in Bad Kreuznach) war eine deutsche Ballerina, Choreografin und Tanzpädagogin.

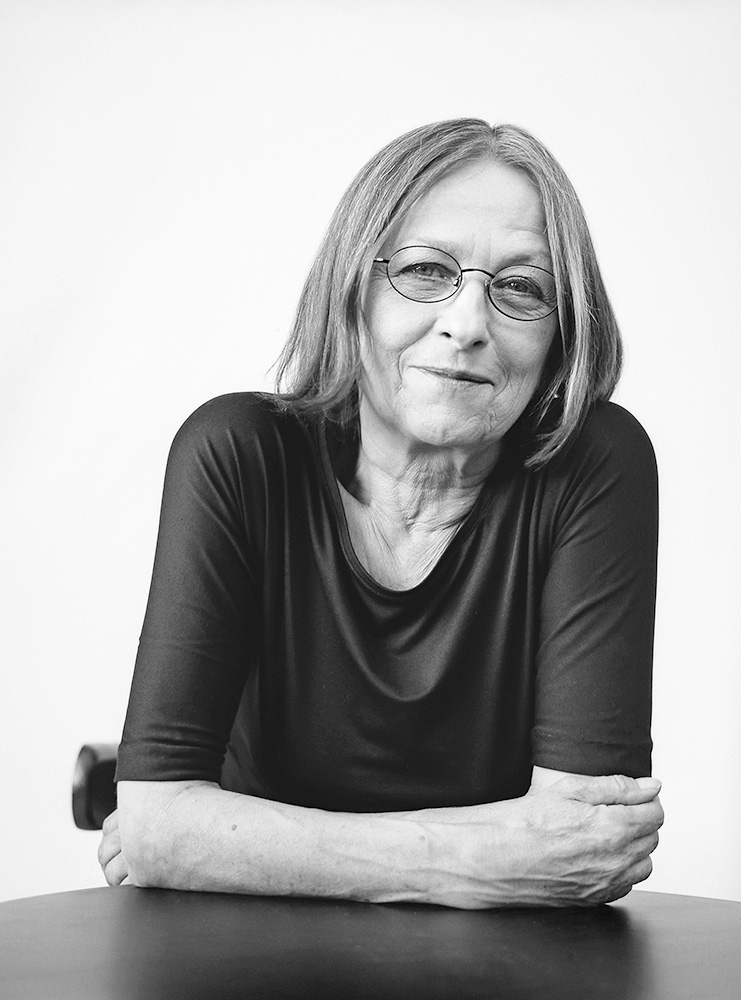
Bernhild Thormaehlen (Foto: Karsten Thormaehlen)

Bernhild Thormaehlen entstammte einer Künstlerfamilie, der auch die Grafikerin Alexe Altenkirch und der Kunsthistoriker Professor Ludwig Thormaehlen angehörten. Bereits als Fünfjährige besuchte sie eine Kinderballettschule und tanzte erste, kleine Rollen am Bad Kreuznacher „Neuen Theater“ in der Kurhausstraße. Nach dem Besuch des Gymnasiums an der Stadtmauer begann sie zwischen 1961 und 1965 eine Ausbildung als Tänzerin an der Folkwang-Hochschule in Essen, von 1965 bis 1966 absolvierte sie die Meisterklasse und tanzte im Folkwang-Ballett unter der Leitung von Kurt Jooss. Danach schloss sie ein Tanzpädagogikstudium an. Von 1966 bis 1968 war sie am Staatstheater Wiesbaden und von 1969 bis 1977 an der Deutschen Oper am Rhein in Düsseldorf engagiert. Dort arbeitete sie ebenfalls als Assistentin des Ballettdirektors Erich Walter und erhielt 1973 den Kulturförderpreis der Landeshauptstadt Düsseldorf. Sie trat in unterschiedlichen Rollen bei vielen Gastspielen innerhalb Europas und zusammen mit weltberühmten Choreografen wie Hans van Manen, Peter Breuer und Pina Bausch auf, mit der sie bis zu deren Tod 2009 befreundet war. 
Bernhild Thormaehlen war als Gast am Mainzer Staatstheater 1994 in einem ersten Soloabend im Kurhaus Wiesbaden zu sehen und viele Jahre Mitglied bei den Schwetzinger und Salzburger Festspielen. Immer nach neuen Wegen im Tanz und im Ausdruck suchend, bildete sie sich in Pantomimenkursen fort und nahm Unterricht an privaten Schauspielschulen. In den 1990er Jahren bis 2004 gestaltete sie weitere Soloabende, so z. B. 1995 im Rahmen der Kreuznacher Kunst- und Kulturtage die von ihr selbst choreografierte, geschriebene und dargebotene Tanzpantomime "Bernadette – Wendekreis des Lebens", sowie Tanzstücke zusammen mit der Organistin Beate Rux-Voss in der Pauluskirche oder mit Skulpturen des Künstlers Wolfram Renger. Sie hatte Gastspielverträge u. a. am Salzburger Landestheater, 2001 in der Rolle der "Thérèse Raquin" und 2003 in dem ebenfalls von Peter Breuer choreografierten Rockballett "Pink Floyd – The Wall". 
1982 eröffnete Bernhild Thormaehlen ein eigenes Ballett-Theaterstudio in Bad Kreuznach und veranstaltete alljährlich öffentliche Vorstellungen mit manchmal mehr als 70 Akteuren. Kurz vor ihrem 67. Geburtstag erlag Bernhild Thormaehlen einem Herzinfarkt.

## Werke
- 1995 Bernadette – Wendekreis des Lebens (UA: September 1995, Römerhalle Bad Kreuznach) Tanzpantomime von und mit Bernhild Thormaehlen
- 2002 Wolfram Renger: vocatio testae – LABRYS RATISBONENSIS (UA: 14. März 2002, Städt. Galerie Regensburg "Leerer Beutel") Tanzperformance nach Musikkompositionen von Dániel Péter Biró

## Auszeichnungen
- 1973 Kulturförderpreis "Musik" der Landeshauptstadt Düsseldorf